# Koncert (Omen-album)
A Koncert az Omen zenekar koncertalbuma, amely 1994-ben jelent meg. A lemez hanganyagát a Petőfi Csarnok szabadtéri színpadján rögzítették 1994.július 23-án. A koncerten az Omen legjobb dalait játszották el, valamint felcsendült a Pokolgép Itt és most című slágere is. A koncerten jelen volt vendégként Rudán Joe, Szendrey "Szasza" Zsolt és Daczi Zsolt is. A lemezre nem fért fel a több mint két órás koncert teljes hanganyaga. Az elhangzott dalok sorrendben:
Pokoli évek
Az áldozat
Vámpírváros
Csillaga hívja
Kurva vagy angyal
Nincs levegő
A harmadik
Fagyott világ
Semmiből a semmibe
Anarchia
Ne a pénz
Könnyű szívvel
A jóság nem véd
Bízd rám magam
Itt és most (Pokolgép)
Szelíden (km. Daczi Zsolt)
Nagyvárosi Farkas (Beatrice) (km. Szendrey "Szasza" Zsolt)
A Jel (Pokolgép) (km. Rudán Joe)
Észnél legyél
Jelek a mélyből
A gonosz hétszer él
Padlón vagyok
Alagút az éjszaka
A sötétség tombol
Várom a napot
Éjféli harang (Pokolgép)
Hajsza a tűzzel

## Az album dalai
1. Pokoli évek - 4:50
2. Az áldozat - 3:50
3. Vámpír város - 3:02
4. Csillaga hívja - 3:30
5. Kurva vagy angyal - 3:36
6. Fagyott világ - 4:20
7. Alagút az éjszaka - 3:34
8. Ne a pénz... - 4:01
9. Anarchia - 3:22
10. A jóság nem véd - 2:01
11. Bízd rám magam - 3:42
12. Itt és most - 3:42
13. Szelíden - 4:24
14. észnél legyél! - 3:02
15. Várom a napot - 4:14
16. Jelek a mélyből - 4:18
17. Padlón vagyok - 3:44
18. A harmadik - 3:24
19. Hajsza a tűzzel - 5:47

## Közreműködők
- Kalapács József - ének
- Nagyfi László - gitár ,vokál
- Sárközi Lajos - gitár
- Ács András - basszusgitár , vokál
- Nagyfi Zoltán - dobok

Vendég:
- Daczi Zsolt - gitár (13)